# Caridea
Infra-ordre
Les Caridea sont un infra-ordre de crustacés décapodes, qui contient une bonne partie des animaux communément appelés « crevettes ». 
Cet infra-ordre a été créé par James Dwight Dana (1813-1895) en 1852. Il se divise actuellement en 14 super-familles, contenant 34 familles rassemblant 420 genres, comptant un total de plusieurs milliers d'espèces.

## Liste dessuper-familles
Selon World Register of Marine Species (15 décembre 2014) :

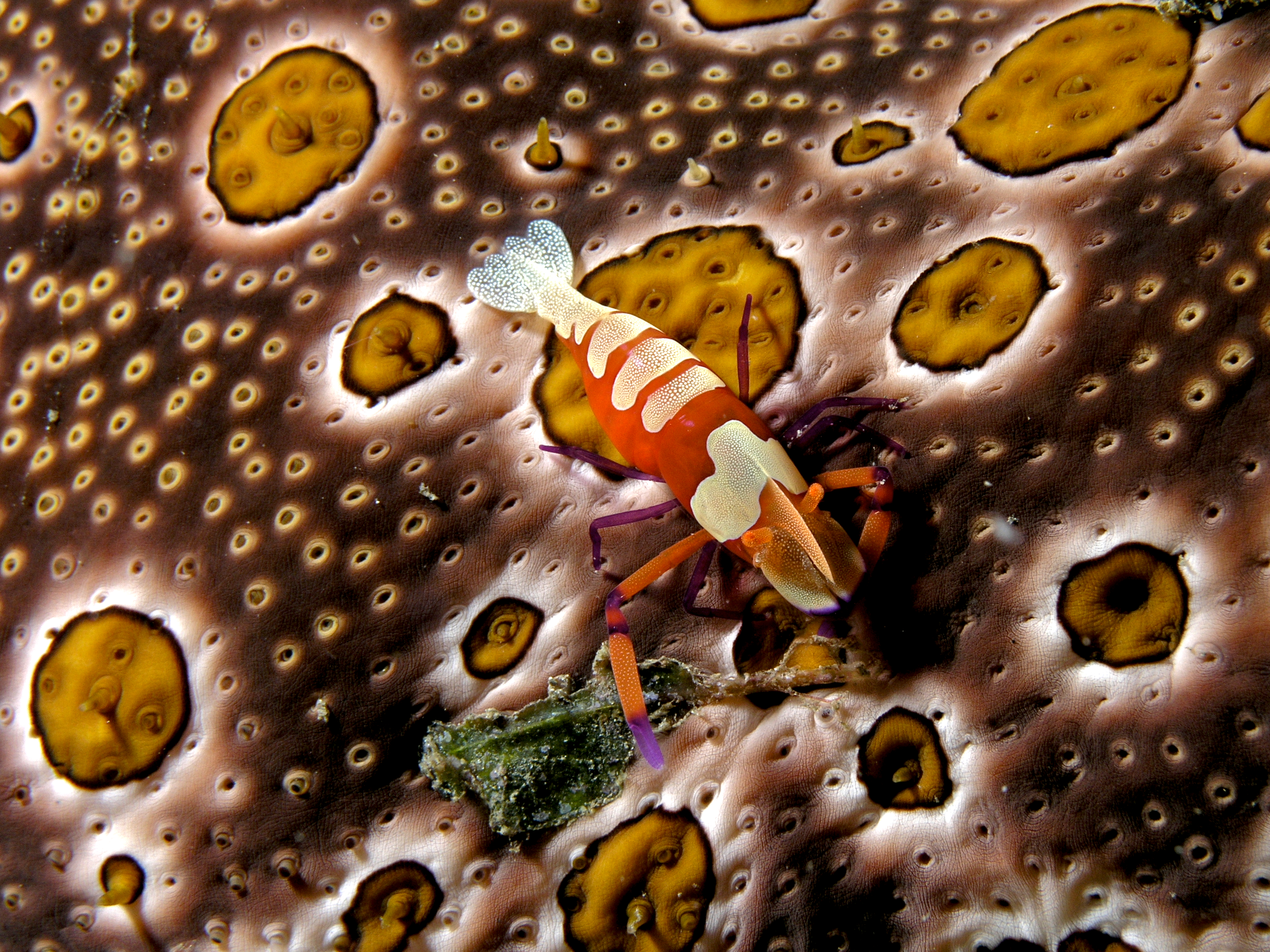
Periclimenes imperator

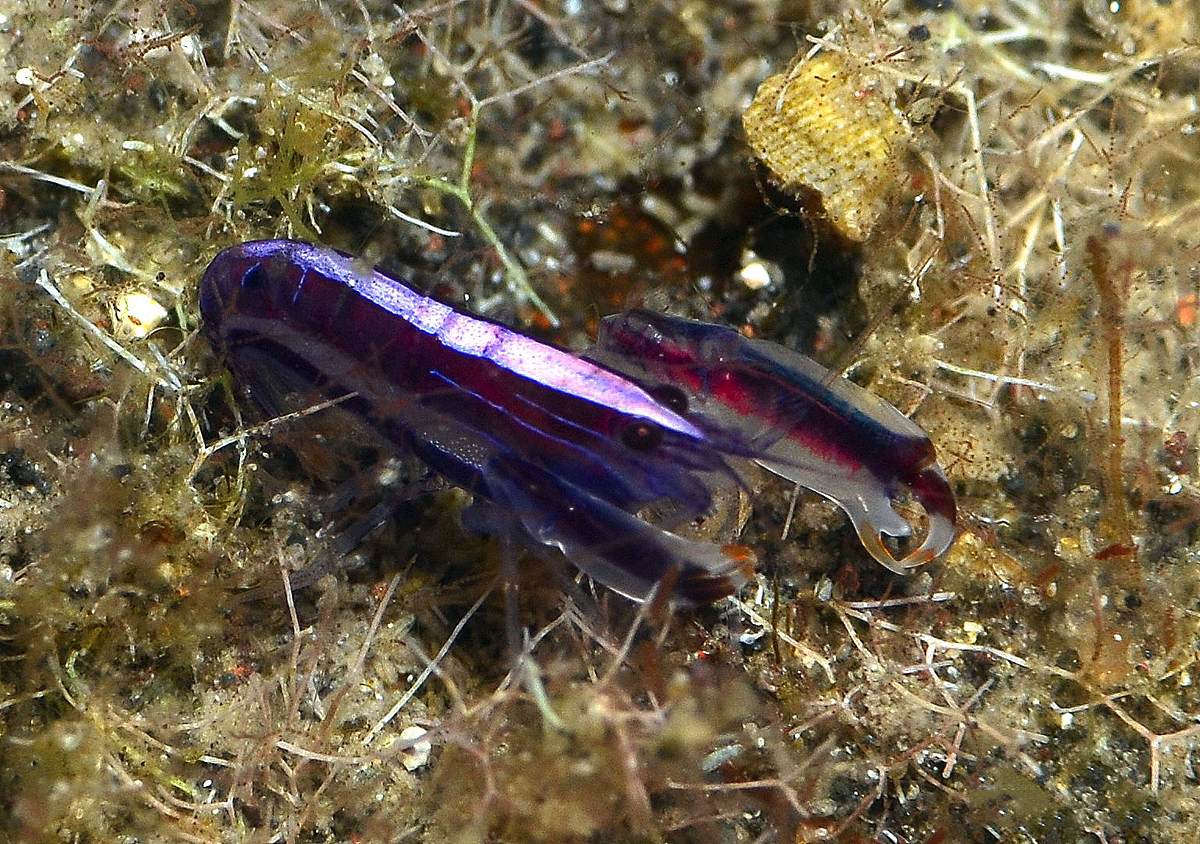
Arete indicus

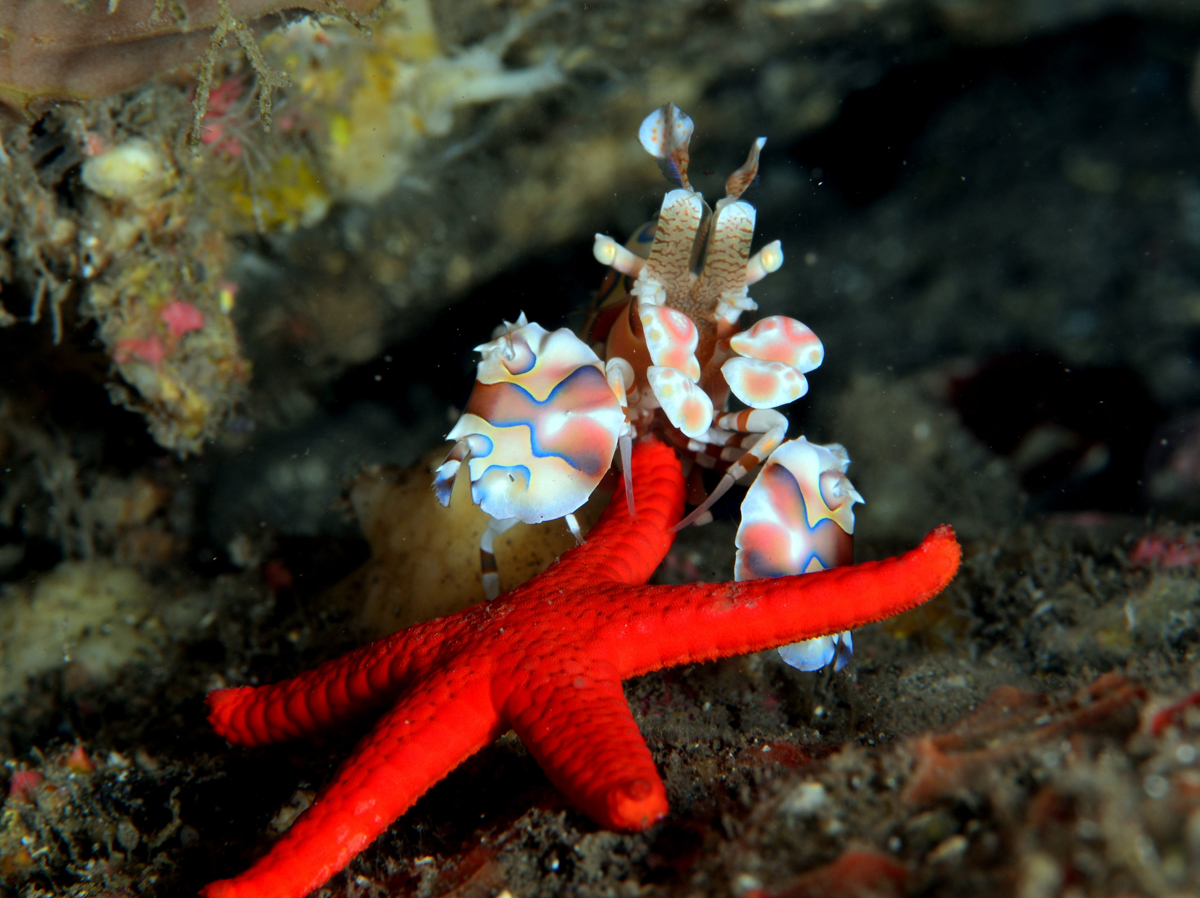
Hymenocera picta

- super-famille des Alpheoidea Rafinesque, 1815
  - famille des Alpheidae Rafinesque, 1815 -- 47 genres
  - famille des Barbouriidae Christoffersen, 1987 -- 3 genres
  - famille des Hippolytidae Spence Bate, 1888 -- 42 genres
  - famille des Ogyrididae Holthuis, 1955b -- 1 genre
- super-famille des Atyoidea De Haan, 1849 (in De Haan, 1833-1850)
  - famille des Atyidae De Haan, 1849 (in De Haan, 1833-1850) -- 45 genres
- super-famille des Bresilioidea Calman, 1896
  - famille des Agostocarididae C.W.J. Hart & Manning, 1986 -- 1 genre
  - famille des Alvinocarididae Christoffersen, 1986 -- 9 genres
  - famille des Bresiliidae Calman, 1896 -- 2 genres
  - famille des Disciadidae Rathbun, 1902 -- 4 genres
  - famille des Pseudochelidae De Grave & Moosa, 2004 -- 1 genre
- super-famille des Campylonotoidea Sollaud, 1913
  - famille des Bathypalaemonellidae de Saint Laurent, 1985 -- 2 genres
  - famille des Campylonotidae Sollaud, 1913 -- 1 genre
- super-famille des Crangonoidea Haworth, 1825
  - famille des Crangonidae Haworth, 1825 -- 23 genres
  - famille des Glyphocrangonidae Smith, 1884 -- 1 genre
- super-famille des Nematocarcinoidea Smith, 1884
  - famille des Eugonatonotidae Chace, 1937 -- 1 genre
  - famille des Nematocarcinidae Smith, 1884 -- 6 genres
  - famille des Rhynchocinetidae Ortmann, 1890 -- 2 genres
  - famille des Xiphocarididae Ortmann, 1895 -- 1 genre
- super-famille des Oplophoroidea Dana, 1852a
  - famille des Acanthephyridae Spence Bate, 1888 -- 8 genres
  - famille des Oplophoridae Dana, 1852 -- 4 genres
- super-famille des Palaemonoidea Rafinesque, 1815
  - famille des Anchistioididae Borradaile, 1915b -- 1 genre
  - famille des Desmocarididae Borradaile, 1915b -- 1 genre
  - famille des Euryrhynchidae Holthuis, 1950a -- 3 genres
  - famille des Gnathophyllidae Dana, 1852a -- 5 genres
  - famille des Hymenoceridae Ortmann, 1890 -- 2 genres
  - famille des Palaemonidae Rafinesque, 1815 -- 142 genres
  - famille des Typhlocarididae Annandale & Kemp, 1913 -- 1 genre
- super-famille des Pandaloidea Haworth, 1825
  - famille des Pandalidae Haworth, 1825 -- 23 genres
  - famille des Thalassocarididae Spence Bate, 1888 -- 2 genres
- super-famille des Pasiphaeoidea Dana, 1852
  - famille des Pasiphaeidae Dana, 1852 -- 7 genres
- super-famille des Physetocaridoidea Chace, 1940
  - famille des Physetocarididae Chace, 1940 -- 1 genre (monotypique)
- super-famille des Processoidea Ortmann, 1896a
  - famille des Processidae Ortmann, 1890 -- 6 genres
- super-famille des Psalidopodoidea Wood-Mason (in Wood-Mason & Alcock, 1892)
  - famille des Psalidopodidae Wood Mason & Alcock, 1892 -- 1 genre
- super-famille des Stylodactyloidea Spence Bate, 1888
  - famille des Stylodactylidae Bate, 1888 -- 5 genres
- Caridea incertae sedis (18 genres non classés)

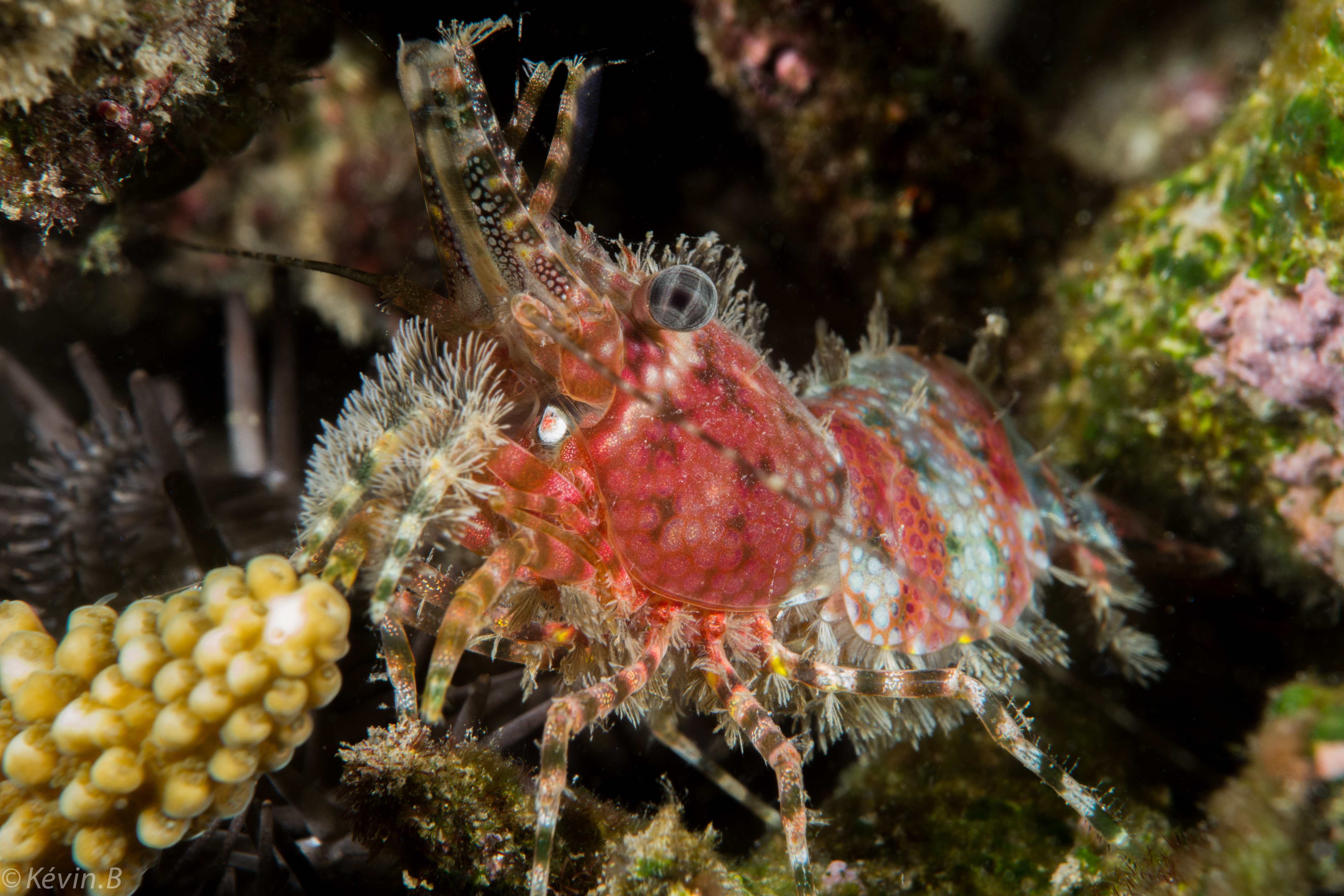
Saron marmoratus, de la super-famille des Alpheoidea
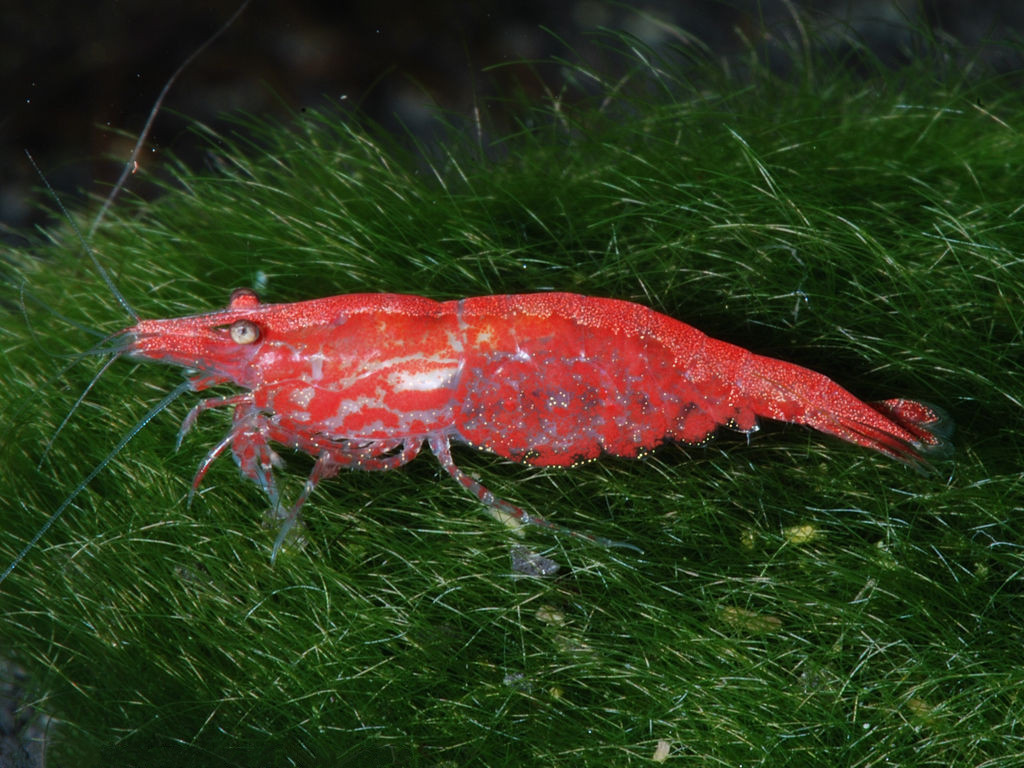
Neocaridina heteropoda, de la super-famille des Atyoidea
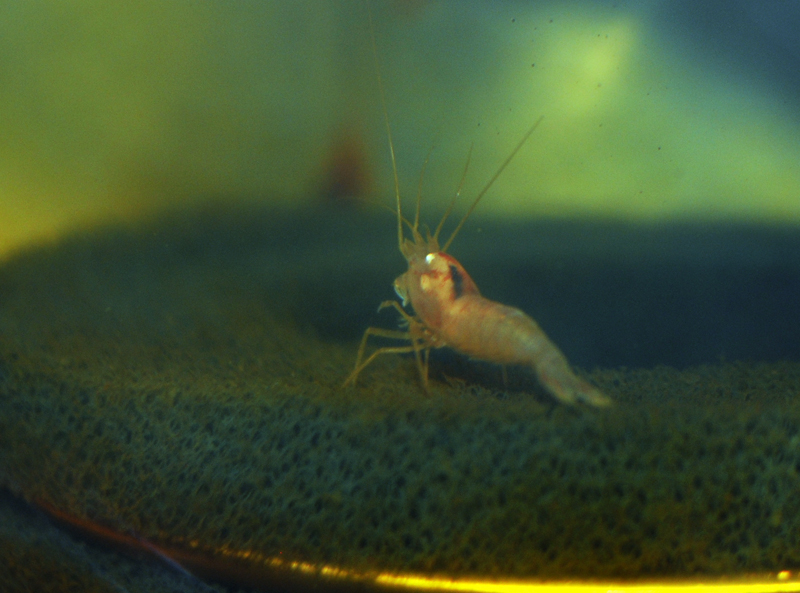
Mirocaris fortunata, de la super-famille des Bresilioidea
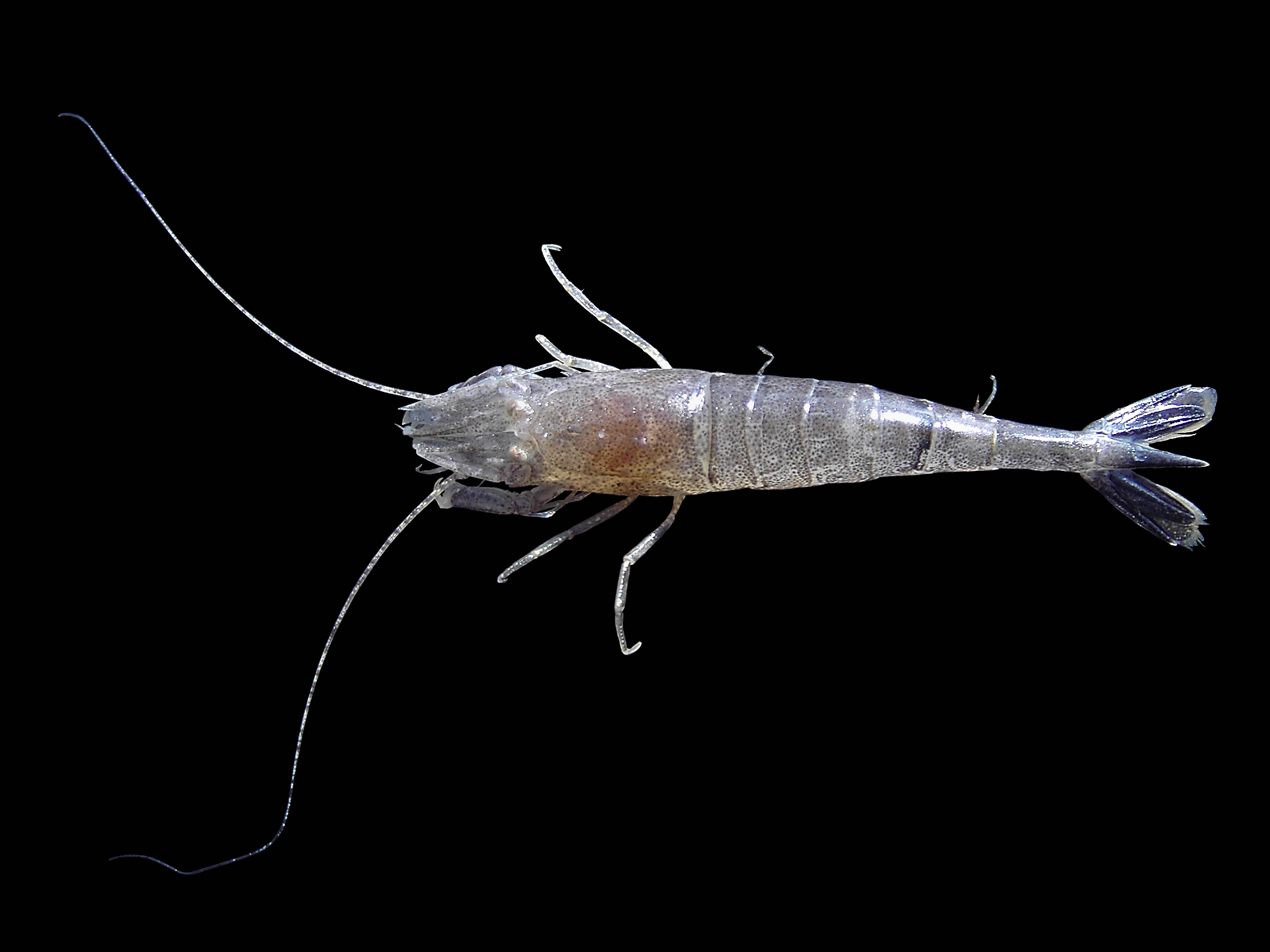
Crangon crangon, de la super-famille des Crangonoidea
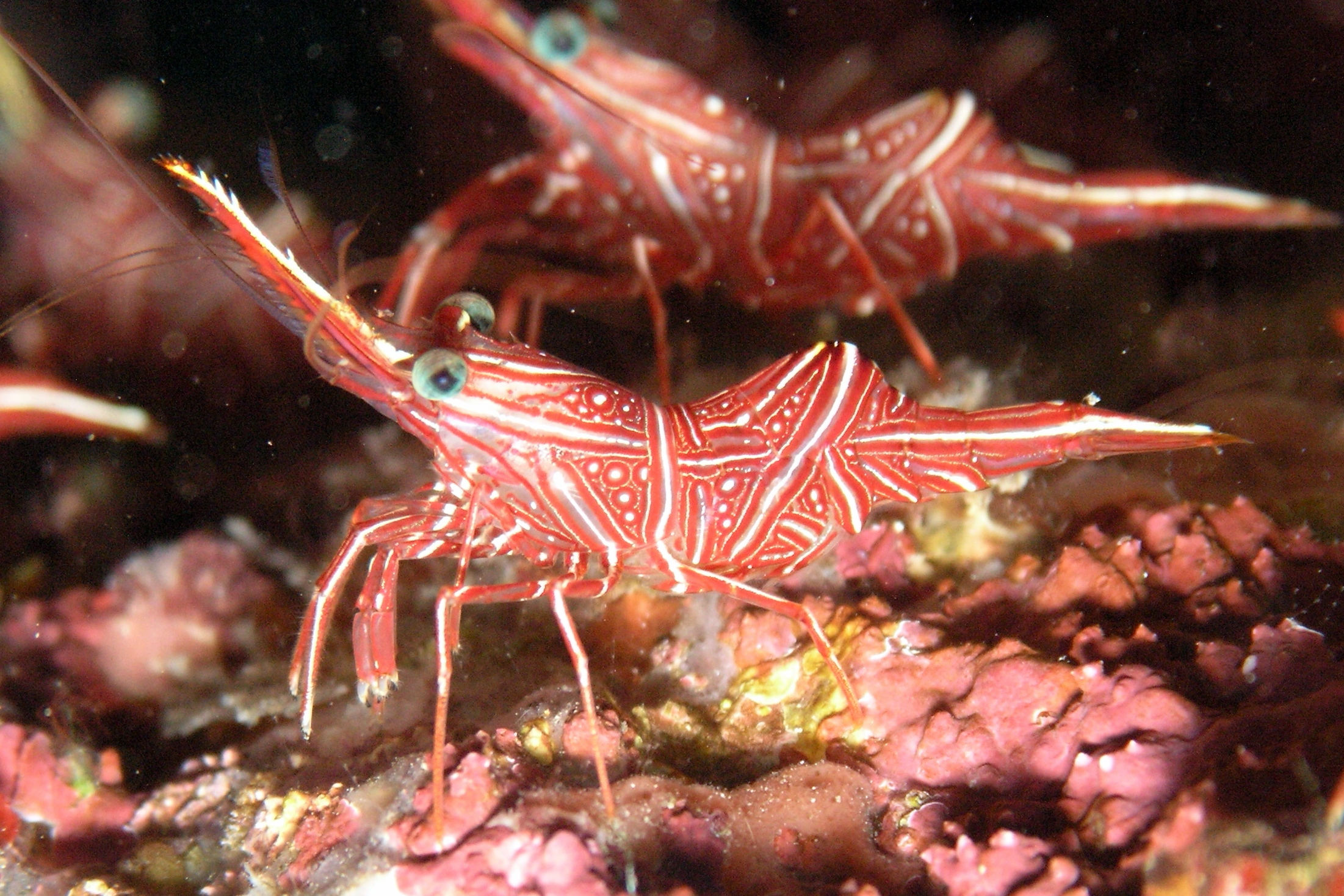
Rhynchocinetes durbanensis, de la super-famille des Nematocarcinoidea
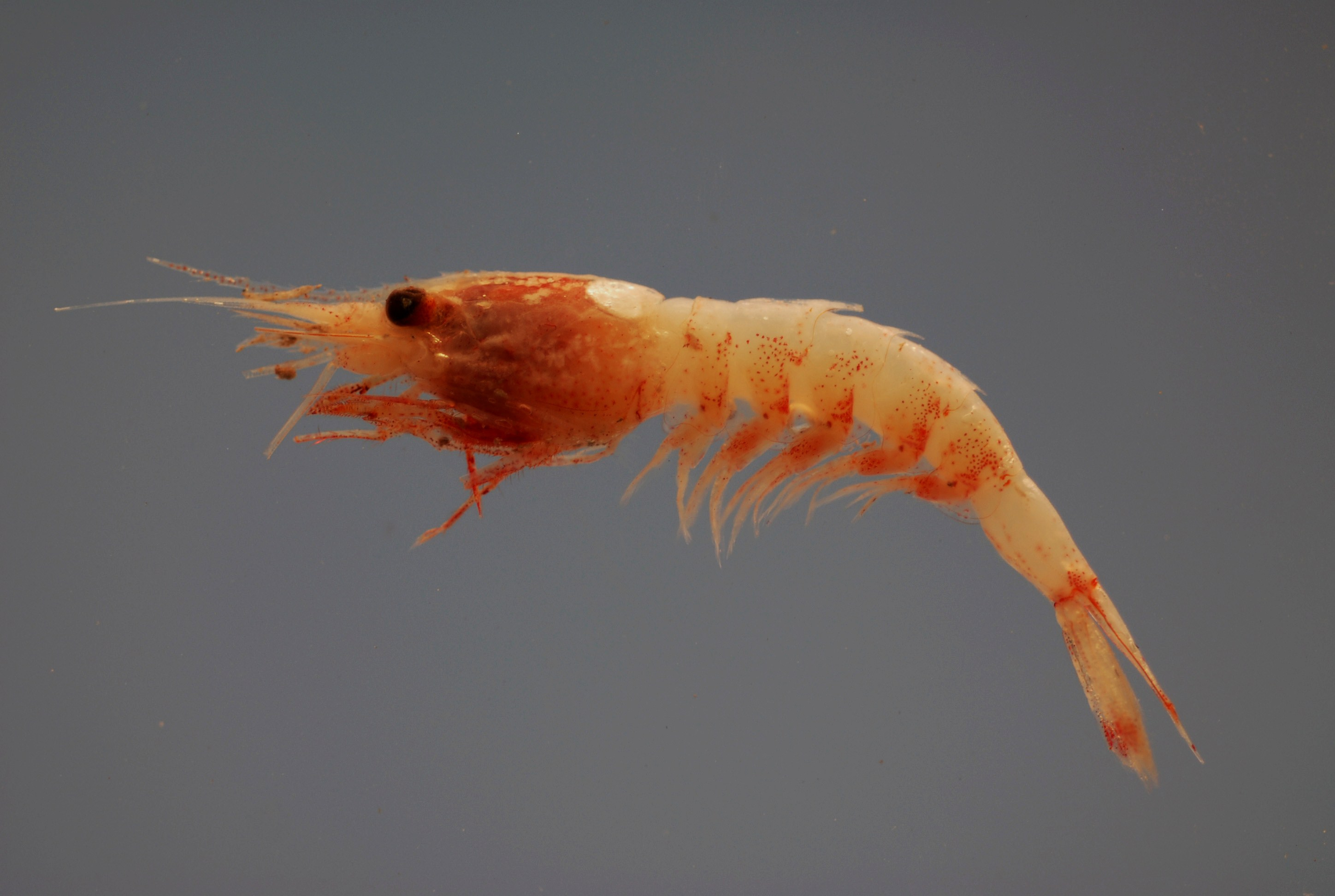
Janicella spinicauda, de la super-famille des Oplophoroidea
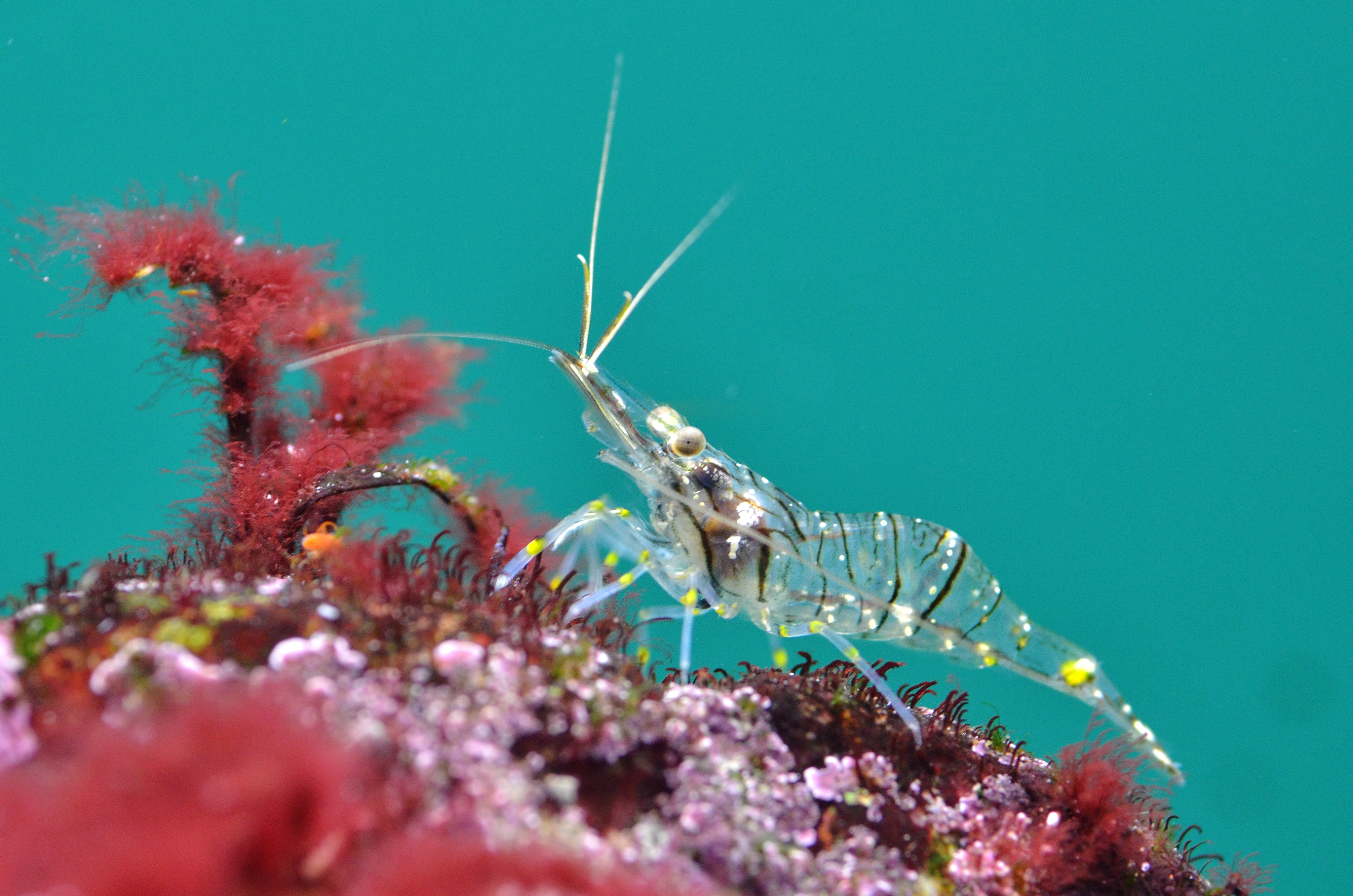
Palaemon serratus, de la super-famille des Palaemonoidea
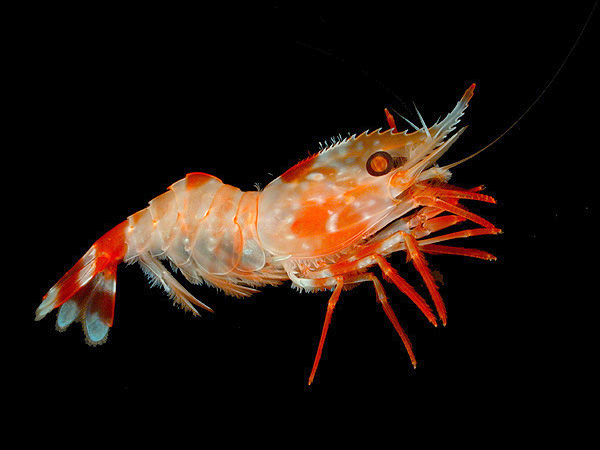
Heterocarpus ensifer, ude la super-famille des Pandaloidea
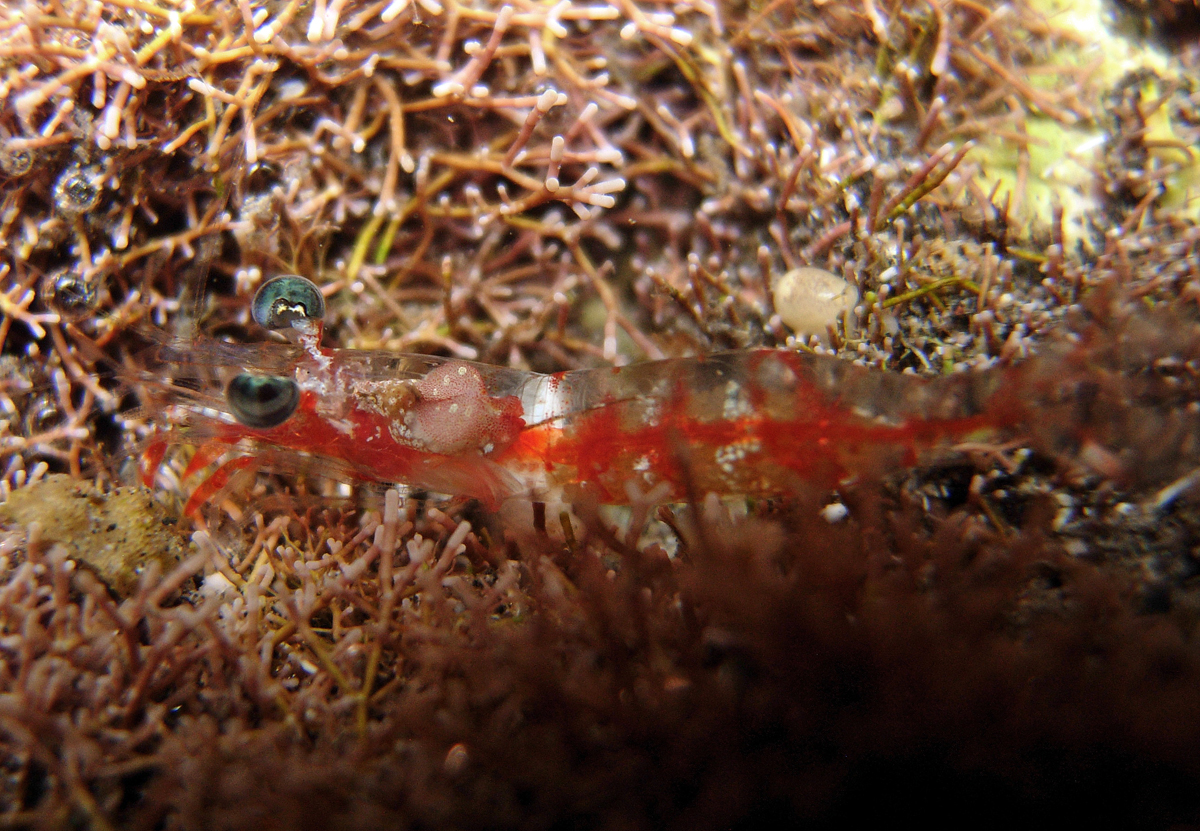
Processa sp. de la super-famille des  Processoidea
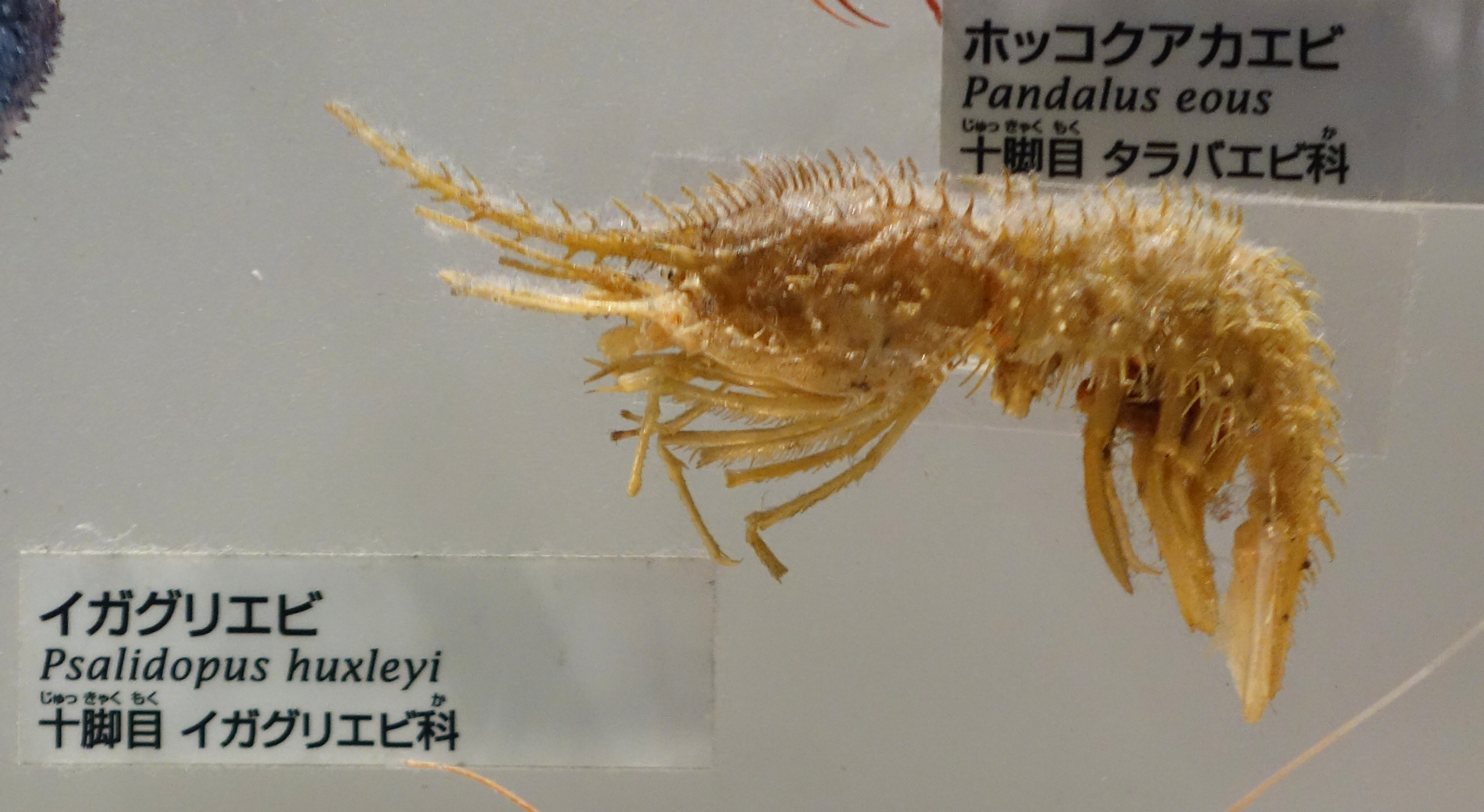
Psalidopus huxleyi, de la super-famille des Psalidopodoidea